# Natação artística nos Jogos Pan-Americanos de 2019 - Dueto
A competição de dueto da natação artística nos Jogos Pan-Americanos de 2019 foi realizada entre os dias 29 e 31 de julho no Centro Aquático Nacional, em Lima, no Peru. 

## Calendário
Horário local (UTC−5)
| Dia         | Horário | Fase                 |
| ----------- | ------- | -------------------- |
| 29 de julho | 12:00   | Rotina técnica       |
| 31 de julho | 12:00   | Rotina livre – final |

## Medalhistas
| Ouro   | CAN Claudia Holzner e Jacqueline Simoneau |
| Prata  | MEX Nuria Diosdado e Joana Giménez García |
| Bronze | USA Anita Alvarez e Ruby Remati           |

## Resultados
Um total de 12 duetos participaram da prova, composta por duas fases: rotina técnica e rotina livre. A soma da pontuação das duas rotinas determina os medalhistas. 
| Pos.              | CON                | Dueto                               | Rotina técnica | Rotina livre | Total    |
| ----------------- | ------------------ | ----------------------------------- | -------------- | ------------ | -------- |
| Medalha de ouro   | CAN Canadá         | Claudia Holzner Jacqueline Simoneau | 89.3343        | 90.7000      | 180.0343 |
| Medalha de prata  | MEX México         | Nuria Diosdado Joana Giménez García | 86.3328        | 88.0333      | 174.3661 |
| Medalha de bronze | USA Estados Unidos | Anita Alvarez Ruby Remati           | 84.7365        | 85.9333      | 170.6698 |
| 4                 | BRA Brasil         | Luisa Borges Laura De Souza         | 80.4881        | 81.7333      | 162.2214 |
| 5                 | COL Colômbia       | Estefanía Álvarez Mónica Arango     | 79.2052        | 80.5667      | 159.7719 |
| 6                 | ARG Argentina      | Camila Arregui Trinidad López       | 75.1817        | 77.6667      | 152.8484 |
| 7                 | CHI Chile          | Isidora Letelier Natalie Lubascher  | 73.0259        | 75.4000      | 148.4259 |
| 8                 | ARU Aruba          | Abigail de Veer Kyra Hoevertsz      | 73.1148        | 75.0333      | 148.1481 |
| 9                 | PER Peru           | Carla Morales Cielomar Romero       | 70.8877        | 74.3667      | 145.2544 |
| 10                | GUA Guatemala      | Adaya Gamez Ninoshka Gamez          | 64.4536        | 65.0000      | 129.4536 |
| 11                | ESA El Salvador    | Fernanda Cruz Grecia Mendoza        | 63.1943        | 65.4333      | 128.6276 |
| 12                | CUB Cuba           | Gabriela Alpajón Soila Valdés       | 61.6568        | 63.3333      | 124.9901 |